# Landgericht Guben
Das Landgericht Guben war ein preußisches Gericht der ordentlichen Gerichtsbarkeit im Bezirk des Kammergerichts mit Sitz in Guben.

## Geschichte
Das königlich preußische Landgericht Guben wurde mit Wirkung zum 1. Oktober 1879 als eines von neun Landgerichten im Bezirk des Kammergerichts gebildet. Vorher bestanden in der Provinz Brandenburg die beiden Appellationsgerichte Frankfurt a. d. Oder und das Kammergericht in Berlin. Der Sitz des Gerichts war Guben. Das Landgericht war danach für die Kreise Crossen, Guben, Sorau und Züllichau sowie kleine Teile des Landkreises West-Sternberg zuständig. Ihm waren folgende zehn Amtsgerichte zugeordnet:
| Amtsgericht             | Sitz        | Bezirk |
| ----------------------- | ----------- | --- |
| Amtsgericht Crossen     | Crossen     | Kreis Crossen ohne die Teile, die den Amtsgerichten Schwiebus, Sommerfeld und Züllichau zugeordnet waren |
| Amtsgericht Forst       | Forst       | aus dem Landkreis Sorau der Stadtbezirk Forst, die Amtsbezirke Berge, Bohrau, Eulo, Forst Domaine, Groß Kölzig, Preschen, Simmersdorf und Weißagk und die Teile der Gutsbezirke Berge und Forst Domaine, die zum Amtsbezirk Pförten und dem Stadtbezirk Forst gehörten |
| Amtsgericht Fürstenberg | Fürstenberg | aus dem Landkreis Guben der Stadtbezirk Fürstenberg, die Amtsbezirke Diehlo, Ossendorf, Siehdichum und Ziltendorf |
| Amtsgericht Guben       | Guben       | Kreis Guben ohne die Teile, die den Amtsgerichten Fürstenberg, Pförten und Sommerfeld zugeordnet waren |
| Amtsgericht Pförten     | Pförten     | - aus dem Landkreis Guben, die Amtsbezirke Beitzsch und Degeln, die Gemeindebezirke und Gutsbezirke Liebesitz und Wirchenblatt aus dem Amtsbezirk Liebesitz, Der Gemeindebezirk und Gutsbezirk Merke aus dem Amtsbezirk Ossig und die Gemeindebezirke Birkenberge, Neudörfel, Pohsen und Strega sowie die Gutsbezirke Birkenberge, Pohsen und Strega - aus dem Landkreis Sorau der Stadtbezirk Pförten, der Amtsbezirk Datten, der Amtsbezirk Pförten ohne die Teile, die den Amtsgerichten Forst und Triebel zugeordnet waren, der Gemeindebezirk Thurno aus dem Amtsbezirk Dolzig und die Gemeindebezirke und Gutsbezirke Drehne, Jüritz, Riewerle und Schniebinchen |
| Amtsgericht Schwiebus   | Schwiebus   | - aus dem Landkreis Crossen der Amtsbezirk Topper - aus dem Landkreis Züllichau die Stadtbezirke Liebenau und Schwiebus und die Amtsbezirke Mötschen, Neuhöfchen, Oggerschütz, Rinnershof, See-Läsgen, Starpel, Stentsch und Wilkau sowie die Gemeindebezirke und Gutsbezirke Jehker und Merzdorf und der Gutsbezirk Burglehn-Schwiebus aus dem Amtsbezirk Kutschkau und der Gemeindebezirk Ulbersdorf aus dem Amtsbezirk Schönfeld |
| Amtsgericht Sommerfeld  | Sommerfeld  | - aus dem Landkreis Crossen der Stadtbezirk Sommerfeld und der Amtsbezirk Göhren - aus dem Landkreis Guben der Amtsbezirk Ossig ohne den Gemeinde- und Gutsbezirk Merke - aus dem Landkreis Sorau der Stadtbezirk Gassen, der Amtsbezirk Tauchel, die Gemeindebezirke und Gutsbezirke Dolzig und Kulm aus dem Amtsbezirk Dolzig sowie die Gemeindebezirke Baudach N.L., Baudach N.M. und Alt-Gassen sowie die Gutsbezirke Baudach N.L. und Alt-Gassen |
| Amtsgericht Sorau       | Sorau       | Kreis Sorau ohne die Teile, die den Amtsgerichten Forst, Pförten, Sommerfeld und Triebel zugeordnet waren |
| Amtsgericht Triebel     | Triebel     | aus dem Landkreis Sorau der Stadtbezirk Triebel, die Amtsbezirke Haasel, Jerischko, Kemnitz, Groß-Särchen Forstrevier, Groß-Teuplitz, Triebel Domaine und Zwschecheln, die Gemeindebezirke und Gutsbezirke Grabow, Riemaschkleba und Tzscheeren aus dem Amtsbezirk Riewerle sowie die Teile der Gemeindebezirke Potuschel, Groß- und Klein-Teupitz und Ober-Helmsdorf, die zum Amtsbezirk Pförten gehörten |
| Amtsgericht Züllichau   | Züllichau   | Kreis Züllichau ohne die Teile, die dem Amtsgericht Schwiebus zugeordnet waren sowie der Amtsbezirk Pommerzig aus dem Kreis Crossen |

Der Landgerichtsbezirk hatte 1888 zusammen 271.870 Einwohner. Am Gericht waren ein Präsident, ein Direktor und acht Richter tätig. Am Amtsgericht Sorau bestand eine Strafkammer für die Amtsgerichte Sorau, Forst, Pfoerten und Triebel. In Folge der Weltwirtschaftskrise wurden 60 Amtsgerichte auf Grund von Sparverordnungen aufgehoben. Mit der Verordnung über die Aufhebung von Amtsgerichten vom 30. Juli 1932 wurden die Amtsgerichte Pförten und Triebel zum 30. September 1932 aufgehoben und deren Sprengel benachbarten Amtsgerichten zugeordnet. Gegen die Schließung dieser Amtsgerichte agitierte die NSDAP in vielen Fällen. Nach der Machtergreifung 1933 wurden mit dem Gesetz über die Wiedereinrichtung aufgehobener Amtsgerichte und die Schaffung von Zweigstellen der Amtsgerichte vom 29. August 1933 eine Reihe dieser im Vorjahr aufgehobenen Gerichte zum 1. Oktober 1933 wieder eingerichtet, darunter auch das Amtsgericht Triebel. Im Jahre 1945 wurde der Teil des Gerichtsbezirks des Landgerichts Guben östlich der Oder-Neiße-Grenze unter polnische Verwaltung gestellt, und das Landgericht Guben musste seine Arbeit einstellen.

## Gerichtsgebäude
Das Landgericht nutzte zunächst das Amtsgerichtsgebäude Alte Poststraße 64 (siehe Amtsgericht Guben#Gerichtsgebäude). Im Jahre 1883 konnte das Landgericht sein eigenes Gebäude beziehen. Dies wurde nördlich neben dem Amtsgerichtsgebäude erbaut. Nach starken Zerstörungen im Zweiten Weltkrieg wurde das Landgerichtsgebäude 1949 abgerissen.

## Richter
- Max Draeger (1932–1933 Landgerichtspräsident)